# Coupe de Livonie de football
La Coupe de Livonie est une compétition annuelle de football opposant les champions d'Estonie et de Lettonie se déroulant à Riga.

## Palmarès
| Année | Équipe 1         | Résultat  | Équipe 2            | T.a.b. |
| ----- | ---------------- | --------- | ------------------- | ------ |
| 2003  | Skonto Riga      | ap 2-2 ap | FC Flora Tallinn    | 12-11  |
| 2004  | Skonto Riga      | ap 3-3 ap | FC Flora Tallinn    | 4-3    |
| 2005  | Skonto Riga      | 4-3       | FC Levadia Tallinn  |        |
| 2008  | FK Ventspils     | 2-2       | FC Levadia Tallinn  | 4-3    |
| 2011  | FC Flora Tallinn | 2-0       | Skonto Riga         |        |
| 2018  | FC Flora Tallinn | 2-0       | FK Spartaks Jurmala |        |
| 2023  | FC Flora Tallinn | 2-0       | Valmiera FC         |        |